# 梅讷图萨隆
梅讷图萨隆（法語：Menetou-Salon，法語發音：[mɛntu salɔ̃]）是法国谢尔省的一个市镇，位于该省中北部，属于布尔日区。

## 地名
该地名“Menetou-Salon”发音为[mɛntu salɔ̃]而非[məntu salɔ̃]，《世界地名翻译大辞典》与《世界地名译名词典》将其误译作“默讷图萨隆”，这也与《世界地名译名词典》中地名“Menetou-Râtel”的译名“梅讷图拉泰勒”冲突。

## 地理
梅讷图萨隆（47°13'55"N, 2°29'11"E）面积37.66 平方千米，位于法国中央-卢瓦尔河谷大区谢尔省，该省份为法国中部省份，北起卢瓦雷省，西接卢瓦-谢尔省和安德尔省，南至克勒兹省，东南接阿列省，东临涅夫勒省。
与梅讷图萨隆接壤的市镇（或旧市镇、城区）包括：阿谢尔、昂里什蒙、帕拉西、康蒂伊、苏朗日、维纽苏莱赛克斯。
梅讷图萨隆的时区为UTC+01:00、UTC+02:00（夏令时）。

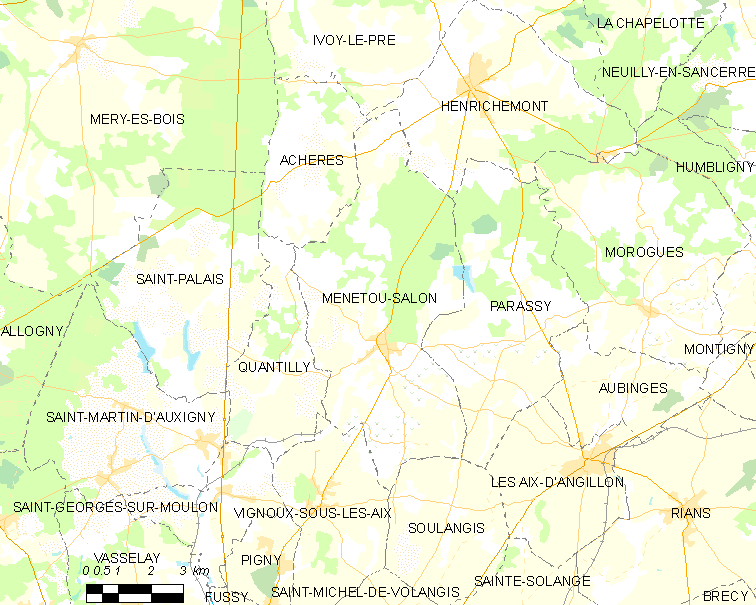
梅讷图萨隆的OSM定位图

## 行政
梅讷图萨隆的邮政编码为18510，INSEE市镇编码为18145。

## 政治
梅讷图萨隆所属的省级选区为圣马丹多克西尼县。

## 人口

1962-2008年间梅讷图萨隆人口变化图示

梅讷图萨隆于2022年1月1日时的人口数量为1618人。